# Tomasz Lenz
Tomasz Lenz (Mogilno; 8 de Dezembro de 1968 — ) é um político da Polónia. Ele foi eleito para a Sejm em 25 de Setembro de 2005 com 9472 votos em 5 no distrito de Toruń, candidato pelas listas do partido Platforma Obywatelska.